# 粥川伸二
粥川 伸二（かゆかわ しんじ、1896年〈明治29年〉2月24日 - 1949年〈昭和24年〉1月1日）は、大正期から昭和戦前期にかけて活動した日本画家。雅号は新児、心児。

## 経歴
1896年（明治29年）2月24日、粥川八郎、ミチ夫妻の長男として大阪府大鳥郡向井村中筋（現在の堺市）に生まれる。
1902年（明治35年）、堺市英彰尋常小学校（現在の堺市立英彰小学校）に入学する。途中、体が弱く一年間休学する。
1909年（明治42年）、大阪大倉商業学校（現在の関西大倉中学校・高等学校）に入学するが、1910年（明治43年）、結核性骨髄炎となり右足を切断する。
後の進路を親族会議で相談した結果、本人が幼少より絵が好きであったため、画家にさせることに決定。
大阪大倉商業学校を中退して当時、堺市立堺高等女学校（現在の大阪府立泉陽高等学校）の図画の教師だった長谷川等仲（日本画家）に絵の指導を受けた。その後、山口草平（挿絵画家）に師事。
1918年（大正7年）頃、京都に出て土田麦僊に師事。
1918年（大正7年）1月、以前から文展（文部省美術展覧会）の審査に不信を抱いていた土田麦僊、村上華岳、小野竹喬、榊原紫峰ら京都画壇の若手日本画家は文展を離れる決意を示し、この4名に加えて野長瀬晩花を創立会員として顧問に竹内栖鳳、中井宗太郎（美術史家）を迎えて国画創作協会（国展）を結成し、粥川も同年11月の第一回展から毎回出品する。
1924年（大正13年）1月、粥川は岡村宇太郎、甲斐庄楠音、榊原始更、吹田草牧、杉田勇次郎と共に国画創作協会会友に推挙され、1926年（大正15年）4月、伊藤草白、岡村宇太郎、甲斐庄楠音、榊原始更、吹田草牧、杉田勇次郎と共に国画創作協会会員に推挙される。この間、国画創作協会は1925年（大正14年）7月に第二部（洋画）を設けて会員として梅原龍三郎、川島理一郎を迎える（後に名称を国画会と改め現在に至る）。
しかし、経済的事情により1928年（昭和3年）7月に国画創作協会第一部（日本画）が解散すると、その残党である甲斐庄楠音ら若手画家が同年11月に新樹社を結成し、粥川も参加する。
新樹社は1929年（昭和4年）6月に第1回展、1930年（昭和5年）6月に第2回展を開催するが、1931年（昭和6年）4月に出品者のうち土田麦僊門下の山南塾に所属する画家全員（粥川を始め、伊藤草白、吹田草牧、小松均、丸岡比呂史、猪原大華、林司馬、要樹平、沢田石民、四辻喜一郎、三岡明ら）が連袂脱退し、第3回展は無期延期となる。また、杉田勇次郎と多田敬一は脱退して菊池契月塾に参加する。甲斐庄楠音、榊原始更、森谷南人子、池田昌克、萩原大径らが残ったが、新樹社はそのまま解散の形となる。その後は院展に出品する。この背景には師の土田麦僊による画壇的な計らいがあったとされている。この間、1929年（昭和4年）に結婚し、1930年（昭和5年）に堺に戻る。
1936年（昭和11年）6月、師の土田麦僊が死去。
1938年（昭和13年）に日本美術院院友となり、同年、関西在住の院展若手による白御会に参加し、1939年（昭和14年）11月に土田麦僊門下（旧山南塾）による山南会の結成に参加するが、1941年（昭和16年）に妻が死去して以降は積極的に絵筆を取らなくなり展覧会への出品を止める。
1944年（昭和19年）に再婚するが、1945年（昭和20年）7月、戦災により家屋及び作品、写生帳を全て焼失。疎開していた作品も兵庫県姫路市にて焼失。
1947年（昭和22年）10月、姫路市に移住し、1949年（昭和24年）1月1日、死去。享年52歳。

## 年譜
- 1896年（明治29年）　2月24日、大阪府大鳥郡向井村中筋（現在の堺市）に粥川八郎、ミチの長男として生まれる。

- 1900年（明治33年）　堺市少林寺町西2丁目4番地に転居。

- 1902年（明治35年）　4月、堺市英彰尋常小学校に入学する。この後、体が弱く一年間休学。

- 1909年（明治42年）　4月、大阪大倉商業学校に入学。

- 1910年（明治43年）　6月、結核性骨髄炎となり、大阪府立高等医学校病院に入院して右足を切断。このため大阪大倉商業学校を中退して画家を志し、当初、堺市立堺高等女学校の図画の教師だった長谷川等仲に絵の指導を受ける。後に山口草平に師事。

- 1918年（大正7年）　２月、三越大阪店で開催された第4回大阪美術展に《赤き連想》を出品。

- 1918年（大正7年）　11月、第1回国展に《赤毛遊蕩》が入選。

- 1918年（大正7年）　この頃、京都に出て知恩院崇泰院に福田豊四郎らと住み、土田麦僊の指導を受ける。

- 1919年（大正8年）　第２回国展に出品した《西婦倭装》は落選。

- 1920年（大正9年）　10月、髙島屋心斎橋店で開催された「現代名家美人画展覧会」に《花下漫歩》を出品[8]。

- 1920年（大正9年）　11月、第３回国展に出品した《人買船》が選外となる。

- 1923年（大正12年）　11月、日本美術展覧会（大阪毎日新聞社・東京日日新聞社主催）に《陥ちゆくもの》が入選。

- 1924年（大正13年）　1月、国画創作協会会友に推挙される。

- 1924年（大正13年）　5月、天王寺公園勧業館で開催された第1回大阪市美術協会展に《悪の華》を出品[9]。

- 1924年（大正13年）　10月、三越大阪店で開催された第10回大阪美術展に《花下漫歩》を出品[10]。

- 1924年（大正13年）　11月、第４回国展に《妖映》を出品。

- 1925年（大正14年）　5月、国画創作協会第1回春季展に《花下漫歩》《鴛鴦春夜情》を出品。この頃、長崎に行く。

- 1925年（大正14年）　勝田哲らと京都画壇若手による裸象社を結成[11]。

- 1926年（大正15年）　3月、第5回国展に《長崎懐古（紅毛人遊興図・蘭館酒宴図・和蘭陀屋敷図・蘭船入津図）》を出品。

- 1926年（大正15年）　4月、国画創作協会会員に推挙される。

- 1926年（大正15年）　5月、白木屋大阪店で開催された第2回裸象社展に出品。

- 1927年（昭和2年）　4月、第6回国展に《北野縁日所見》《唄と踊》を出品。《唄と踊》は後に和歌山県田辺市で焼失。

- 1927年（昭和2年）　5月、劇団「美術劇場」の旗揚げに美術部員として参加[12][13][注釈 2]。

- 1928年（昭和3年）　4月、第7回国展に《休日》《鏡袋など》を出品。

- 1928年（昭和3年）　7月、国画創作協会第一部（日本画）解散。

- 1928年（昭和3年）　11月、新樹社結成。

- 1929年（昭和4年）　6月、第1回新樹社展に《長崎の舞妓》《象舶来》《蘭船入津》を出品。

- 1929年（昭和4年）　9月、第16回院展に《長崎の舞妓》が入選。

- 1929年（昭和4年）　この年、長崎市五島町の渡辺寿美と結婚。

- 1930年（昭和5年）　6月、第2回新樹社展に《長崎の港》《長崎の舞妓》《絵馬（長崎好ミ）》《清水港附近（写生）》を出品。

- 1930年（昭和5年） この年、堺に戻り、車之町東1丁30番地に住む。

- 1931年（昭和6年）　9月、第18回院展に《和蘭陀更紗》が入選。

- 1932年（昭和7年）　11月、堺市所蔵の《南蛮交易図堺港風俗図》の模写の下命を受ける。

- 1933年（昭和8年）　1月、上記の風俗図が完成し納める。

- 1933年（昭和8年）　4月、大典記念京都植物園（現在の京都府立植物園）昭和会館の山南塾展に《娘》を出品。

- 1934年（昭和9年）　5月、大礼記念京都美術館美術展に《邦軍回顧》を出品[14]。

- 1934年（昭和9年）　9月、室戸台風の後、堺市寺地町東1丁20番地に転居。

- 1936年（昭和11年）　6月、師の土田麦僊が死去。

- 1938年（昭和13年）　4月、第2回白御会展に《初秋の客》を出品[15][16]。

- 1938年（昭和13年）　7月、粥川を含む白御会の会員17名が愛国婦人会京都府支部の依嘱を受け陸軍病院を訪問し、似顔や花鳥などの席上揮毫を行う[17]。

- 1938年（昭和13年）　9月、第25回院展に《追想》が入選。日本美術院院友に推挙される。

- 1938年（昭和13年）　12月、そごう大阪店で開催された第3回木芽会展に出品[18]。

- 1938年（昭和13年）　この年、佐野光穂をリーダーとする関西在住の院展若手による白御会に参加。

- 1939年（昭和14年）　第26回院展への出品作は落選。

- 1939年（昭和14年）　第3回白御会展に《閑日》を出品。

- 1939年（昭和14年）　11月、土田麦僊門下（旧山南塾）による山南会の結成に参加したが、翌年以降の展覧会には出品しなかった。

- 1940年（昭和15年）　5月、第5回日本美術院院友展に《首夏》を出品[19]。

- 1940年（昭和15年）　7月、大丸心斎橋店で開催された第1回春草会展に出品[20]。

- 1940年（昭和15年）　9月、第27回院展に《郷愁》が入選。

- 1940年（昭和15年）　10月、鶴舞公園内鶴々亭で開催された白御会同人小品展に《稔り》《和蘭陀大津絵》を出品[21]。

- 1940年（昭和15年）　10月、泉北郡上神谷村橋本正員卿顕彰会より紀元二千六百年記念事業として依頼されていた橋本正員（楠木正成の忠臣）の肖像画が完成する[22]。

- 1940年（昭和15年）　12月、そごう大阪店で開催された第5回木芽会展に《阿蘭陀船》《御朱印船》《甲比丹像》を出品[23]。

- 1941年（昭和16年）　2月、松坂屋名古屋本店で開催された日本美術院院友研究団展に《南蛮人形》を出品[24]。

- 1941年（昭和16年）　5月、大丸心斎橋店で開催された第2回春草会展に《対客》を出品[25][26]。

- 1941年（昭和16年）　5月、松坂屋大阪店で開催された璞友会展に《猫ぞうし》を出品[27][28]。

- 1941年（昭和16年）　第28回院展に《ブロンポフ夫妻》が落選。

- 1941年（昭和16年）　9月、妻の寿美が死去。

- 1941年（昭和16年）　この年、堺芸術家報国連盟に参加[8][29]。

- 1944年（昭和19年）　兵庫県飾磨郡谷内村の永浜とし子と再婚。

- 1945年（昭和20年）　7月、戦災により家屋及び作品、写生帳を全て焼失。疎開していた作品も姫路市にて焼失。

- 1945年（昭和20年）　9月、義兄である渡辺庫輔（郷土史家）を頼って、長崎市に移住する。

- 1947年（昭和22年）　10月、姫路市広畑に移住する。

- 1949年（昭和24年）　1月1日、姫路市広畑区汐入新町にて死去。

※脚注の付いているものを除いて原田平作、島田康寛、上薗四郎編著『国画創作協会の全貌』（光村推古書院、1996年9月）所収「粥川伸二 年譜」（p.247）より引用。

## 画風
国展では長崎をテーマとした異国情緒溢れる南蛮風俗画を出品した。その理由は粥川がかつて海外貿易の根拠地として栄えた堺の人間だからではないかと田中日佐夫は推測している。また、芝居絵を思わせる奇抜な着想やこってりとした色彩感覚を示した一連の国展出品作品は初期の師である山口草平を含む大阪の芸術風土から生まれたものではないかと上薗四郎は述べている。国展未出品ではあるが代表作《西婦倭装図》（京都国立近代美術館、1919年頃）がその典型例で、可憐な桜草が咲き蝶が舞う春の野を、犬を連れた倭装の西洋婦人が絵日傘をさして散歩している。その着物は臙脂地に青を主とした更紗模様で、帯は黄地に中国風の龍の模様。その胸高に結んだ帯が西洋婦人の下半身の長い体を強調している。そして婦人は着物の上から白い毛皮の付いた洋コートを羽織っており、足元は中国靴という、如何にも粥川らしい異国趣味の横溢する画面である。甲斐庄楠音や岡本神草の官能的なものとは異なるが、国展の浪漫主義を代表する一人であった。第4回展に出品した《妖影》（京都国立近代美術館、1924年）は山間の池か沼の水面に仰向けに浮かぶ裸婦を描いており、題名通り妖しげな超現実感をたたえた作品である。《妖映》は東京展においては警視庁から撤去を迫られたという。
生涯一貫して南蛮風俗画への執着を持った粥川が実際に長崎を訪れたのは意外に遅く、1925年（大正14年）、29歳の時であった。おそらくこれ以後の度重なる長崎訪問を通して、川原慶賀らの本格的な長崎絵を学んだと思われる。

## 評価と今後の研究課題
国画創作協会の異色の個性派として知られる甲斐庄楠音や岡本神草らと違い再評価が進んでおらず、回顧展図録も今のところ存在しない。戦前の京都画壇の知られざる日本画家を発掘・顕彰してきた星野画廊（京都市）でも回顧展が行われていない。
回顧展が開催されない理由は、残された作品数が少ないことに起因している。古物商でもほぼ出会うことができない画家の一人で、戦時中に家屋が火災にあったことで作品や資料の多くが失われたことも研究が遅々として進まないことに影響している。粥川にパトロンのような人物がいたならばそのルートからまとまって作品が見つかるかもしれないが、いずれにせよ、現状の作品数では画業の全容を辿ることができず、まとまって作品が出てくるのを待つ次第である。

## 主な作品
- 《西婦倭装図》　京都国立近代美術館、1919年頃（大正8年頃）　絹本着色・屏風（2曲1隻）　190.5×176.0cm

- 《花下漫歩》　和歌山県立近代美術館　1920年（大正9年）　顔料、絹本　127.5×40.9cm

- 《妖影》　京都国立近代美術館　1924年（大正13年）　絹本着色・額　139.0×165.5cm

- 《長崎懐古（紅毛人遊興図のうち）》　京都国立近代美術館　1926年（大正15年）　紙本着色・額　33.6×42.7cm

- 《蘭人遊興図》　堺市文化課（堺市博物館寄託）　1926年（大正15年）　紙本着色　48.7×64.0cm

- 《娘》　星野画廊　1928年（昭和3年）　絹本彩色

- 《長崎の舞妓》　京都国立近代美術館　1929年（昭和4年）　紙本着色・額　80.0×57.3cm

- 《娘》　笠岡市立竹喬美術館　1933年（昭和8年）　絹本着色・額　67.5×37.8cm

- 《南方謳歌》　京都国立近代美術館　1942年（昭和17年）　紙本着色・額　46.0×52.5cm

## ギャラリー

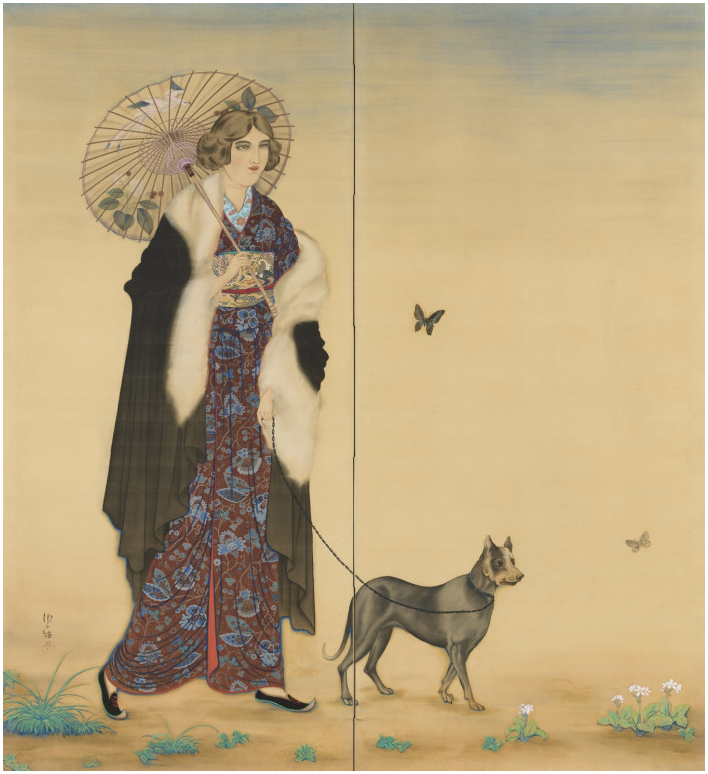
粥川伸二『西婦倭装図』（京都国立近代美術館、1919年頃）
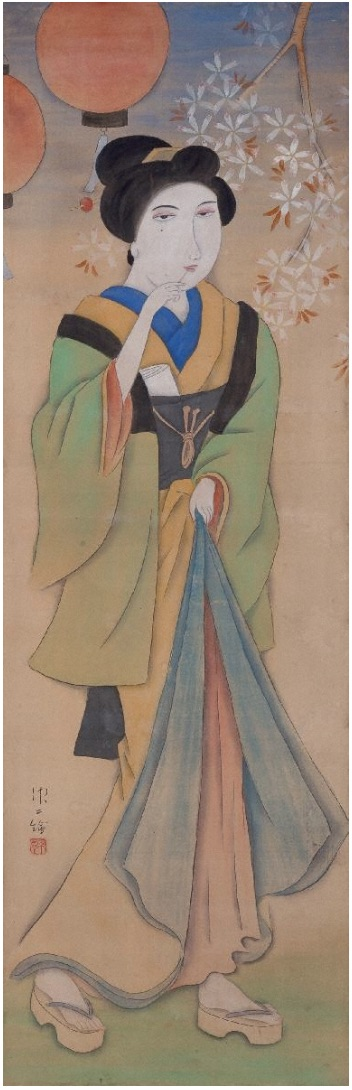
粥川伸二『花下漫歩』（和歌山県立近代美術館、1920年）
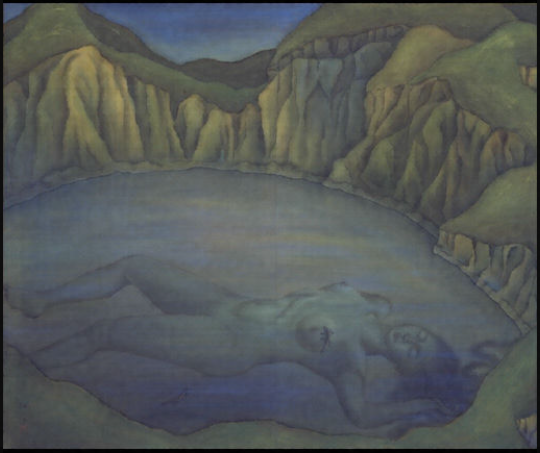
粥川伸二『妖影』（京都国立近代美術館、1924年）
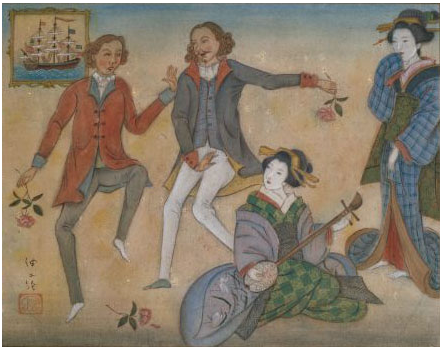
粥川伸二『長崎懐古（紅毛人遊興図のうち）』（京都国立近代美術館、1926年）
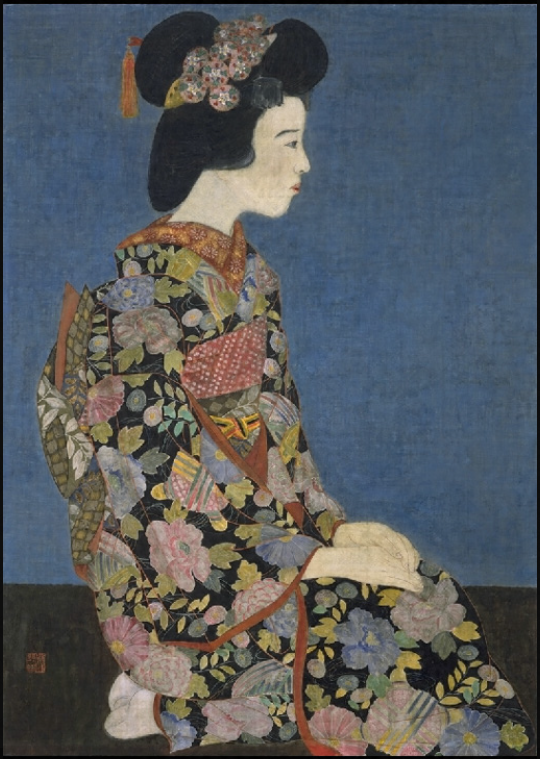
粥川伸二『長崎の舞妓』（京都国立近代美術館、1929年）
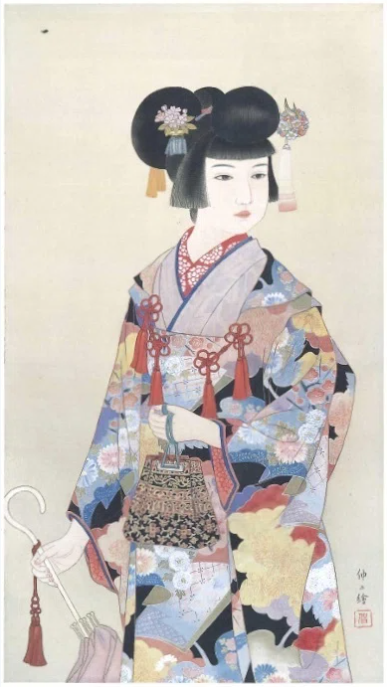
粥川伸二『娘』（笠岡市立竹喬美術館、1933年）
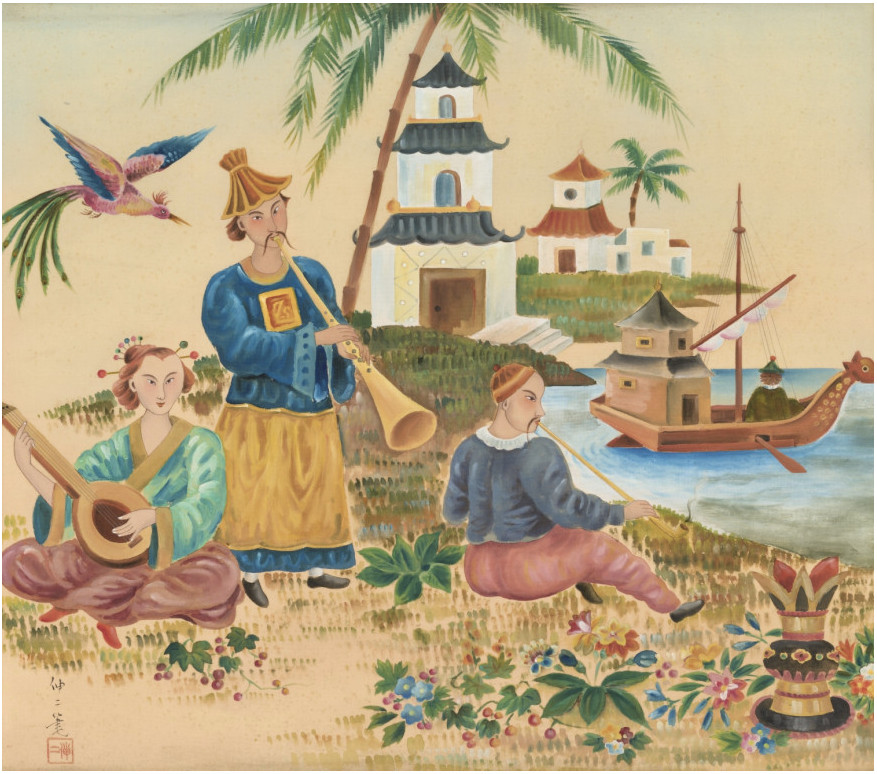
粥川伸二『南方謳歌』（京都国立近代美術館、1942年）